# Orbite quasi équatoriale
Une orbite quasi équatoriale est une orbite proche de l'équateur.
Si un satellite est en orbite basse et quasi équatoriale, cela lui permet un survol rapide d'un site proche de l'équateur.
Un type intéressant d'orbite équatoriale est l'orbite géostationnaire ; ceci a pour effet que le satellite est toujours pointé vers le même point de la surface de la Terre. Les orbites de ce type sont utilisées presque exclusivement par des satellites de télécommunications.